# Vịt hầm chanh muối
Vịt hầm chanh muối Vịt hầm chanh muối là một trong những món ăn truyền thống của người Triều Châu. Thịt vịt tuy có nhiều mỡ nhưng khi kết hợp với vị thanh của chanh muối không còn cảm giác mỡ ngấy nữa. Nếu ngày xưa vào 30 Tết người Triều Châu luôn có món ăn này trên mâm cúng tổ tiên thì bây giờ sự phổ biến của nó đã giảm rõ rệt, một số người trẻ đã không còn mặn mà với việc nấu món ăn này nữa.

## Nguyên liệu
- Vịt: chọn loại vịt ta, ít mỡ
- Chanh muối: chọn loại vỏ mỏng, chín tới để không bị đắng hoặc có thể thay thế bằng tắc muối.
- Ngoài ra còn có các loại đường, muối, tiêu, bột ngọt, dầu mè, dầu ăn, rượu đế.
- Món canh này thường được dùng kèm với mì hoặc ăn không.

## Cách thực hiện
- Chuẩn bị: Thịt vịt làm sạch ruột, ướp gia vị. Lòng vịt sau khi làm sạch cắt hoa. Cho chanh muối và hành lá vào bụng vịt, sau đó may lại, thoa xì dầu ngoài da vịt.
- Chế biến: Vịt được chiên cho vàng. Dừa xiêm sau khi nấu sôi, cho vịt vào tiềm 40 phút nước tiềm cho them ít nước chanh muối. Sau khi vịt chín vớt ra bỏ chanh muối ở bụng vịt.
- Trình bày: Sau khi bày ra tô cho một ít hành lá ở trên, món này có thể ăn cùng nước tương hoặc muối tiêu chanh, được dùng kèm với mì. Sẽ càng ngon hơn khi vừa nấu xong còn nóng sôi ăn ngay.

## Công dụng món ăn
Chanh muối bên cạnh là một bài thuốc cổ truyền trị ho tốt có vị thanh, chua nhẹ có tác dụng giúp dễ tiêu hóa, chống đầy hơi khi ăn vào ngày Tết có quá nhiều món dầu mỡ. Trong những ngày Tết khi đi nhiều làm cơ thể mệt mỏi món ăn này còn như một bài thuốc để phòng tránh cảm vặt, trị bệnh đường ruột. Thịt vịt loại thực phẩm vô cùng bổ dưỡng. Trong Đông y thịt vịt vào loại có vị ngọt, tính bình, có tác dụng tư âm dưỡng vị, giải độc, dùng khi người không khỏe, bệnh, suy nhược,..

## Lưu ý
Canh khi nấu xong có thể có vị đắng đó là do người nấu chọn chanh khi làm muối non hay vỏ quá dày, nếu muốn tránh có thể chọn tắc muối thay thế chanh muối. Khi nấu gần xong mới nên cho nước chanh muối để giữ được hương vị và mùi thơm. Vì chanh muối vừa có tính chua vừa có tính mặn nên cần lưu ý khi nấu bằng nồi nhôm, nên chọn nồi inox hoặc đất sẽ tốt hơn.
1. ↑  "Bản sao đã lưu trữ". Bản gốc lưu trữ ngày 15 tháng 10 năm 2013. Truy cập ngày 12 tháng 10 năm 2013.
2. ↑  "Bản sao đã lưu trữ". Bản gốc lưu trữ ngày 13 tháng 10 năm 2013. Truy cập ngày 12 tháng 10 năm 2013.